# Diadem-Haarbärtling
Der Diadem-Haarbärtling (Tricholaema diademata) ist eine Vogelart aus der Familie der Afrikanischen Bartvögel. Die Art kommt in Ostafrika vor. Es werden mehrere Unterarten unterschieden. Die IUCN stuft den Diadem-Haarbärtling als nicht gefährdet (least concern) ein.

## Erscheinungsbild
Diadem-Haarbärtlinge wiegen etwa 30 Gramm. Die Männchen der Nominatform haben eine Flügellänge zwischen 7,5 und 8,2 Zentimetern. Der Schwanz misst zwischen 4,2 und 4,9 Zentimeter. Die Schnabellänge beträgt 1,7 und 2,0 Zentimeter. Weibchen haben ähnliche Körpermaße. Es besteht kein auffälliger Sexualdimorphismus.
Männchen und Weibchen haben eine rote Stirn, der durch einen schmalen schwarzen Streifen von der Schnabelbasis getrennt ist. Ein schwarzer Streif zieht sich über den Oberkopf bis in den Nacken. Dieser schwarze Streif weist eine individuell unterschiedliche Zahl von gelblich-weißen oder reinweißen Flecken auf. Der schwarze Streif ist von zwei weißen Streifen eingerahmt, die sich bis in den Nacken ziehen. Die Ohrdecken, die Kehle und das Kinn sind weiß, bei einigen Individuen ist der Bereich leicht schwarz gefleckt. Der Rücken ist bis zu den Oberschwanzdecken schwarz und weist gelbe Längsflecken auf. Die schwarzen Steuerfedern sind schmal gelbweiß gesäumt. Die Körperunterseite ist cremig-weiß, frisch vermausert wirkt die Brust leicht gelblich. Der Schnabel ist grau und wird zur Spitze hin schwärzlich. Die unbefiederte Haut rund um die Augen ist grau, die Augen sind dunkel- bis rotbraun. Die Füße und Beine sind grau bis schwarzbraun.
Der Feuerstirn-Bartvogel, dessen Verbreitungsgebiet mit dem des Diadem-Haarbärtling überlappt, weist ein sehr ähnliches Gefieder auf. Er ist allerdings deutlich kleiner. Der Diadem-Haarbärtling hat außerdem einen auffallend kräftigeren Schnabel. Vom Diadem-Bartvogel und dem Schwarzkopf-Bartvogel unterscheidet sich der Diadem-Haarbärtling durch die rote Stirn und die helle Kehle. Der Gelbfleck-Bartvogel hat gleichfalls eine rote Stirn, unterscheidet sich jedoch deutlich durch sein Körpergefieder und kommt in Westafrika vor.

## Verbreitungsgebiet und Lebensraum
Das Verbreitungsgebiet des Diadem-Haarbärtlings erstreckt sich vom Süden des Sudan und der Mitte Äthiopiens bis zum Norden und Osten Ugandas, dem Landesinneren von Kenia und dem Südwesten Tansanias. Er kommt grundsätzlich in einer Höhe über 600 Metern vor und wird in einzelnen Regionen noch in Höhenlagen von 2100 Metern beobachtet. Als Lebensraum bevorzugt er Akazien- und Langfädenwälder sowie baumbestandenes Grasland.

## Lebensweise
Der Diadem-Haarbärtling jagt gelegentlich gemeinsam mit Ohrfleck-Bartvögeln und Doppelband-Rennvögeln nach schwärmenden Ameisen. Typischer für ihn ist jedoch ein methodisches Suchen auf Ästen und zwischen dem Blattwerk von Bäumen und Büschen nach Insekten. Dabei frisst er auch Beeren und Früchte.
Der Diadem-Haarbärtling verteidigt ein verhältnismäßig großes Revier, dennoch können sich an einem reichlich fruchttragenden Baum auch mehrere Paare einfinden, ohne dass es zu Aggressionen kommt. Die Diadem-Haarbärtlinge sind Höhlenbrüter. Sie graben ihre Bruthöhle selber. Das Gelege besteht aus zwei bis vier Eiern. Die Brutzeit ist unbekannt. Die Nestlingszeit beträgt etwa 28 Tage. Der Kleine Honiganzeiger ist ein Brutparasit des Diadem-Haarbärtlings.

## Belege

### Einzelbelege
1. ↑  Short et al., S. 176
2. 1 2  Short et al., S. 177
3. 1 2  Short et al., S. 178